# New Jersey
För andra betydelser, se New Jersey (olika betydelser).
New Jersey är en delstat i nordöstra USA, i den region som kallas Mid-Atlantic. Delstaten är till ytan en av landets fem minsta, men är med sina 9 miljoner invånare den folktätaste. New Jersey besöks av många turister tack vare de närliggande storstäderna New York, Philadelphia och Baltimore. I New Jersey ligger den kända kasinostaden Atlantic City som har omkring 33 miljoner besökare årligen och kuststräckan Jersey Shore med 45 stränder längs kusten.
Norra New Jersey tillhör New Yorks storstadsregion och de västra delarna hör till Philadelphias storstadsregion.

## Geografi

New Jerseys 21 counties.

New Jersey gränsar i öster till Atlanten, nordost till New York City, i norr till delstaten New York, i väster till Pennsylvania och i söder till Delaware.
Delstaten delas in i tre delar; norra, centrala och södra New Jersey, samt i 21 counties. Den folkrikaste är Bergen County med ca 904 037 invånare (1 500 inv./km²) och den folktätaste är Hudson County med ca 609 000 invånare (5 036 inv./km²).

### Demografi
New Jersey är en mångkulturell delstat med all slags befolkning och många olika språk. Enligt siffror från 2005 var fördelningen 78 % vita, 15 % svarta och 8 % asiater i delstatens cirka 8,7 miljoner invånare.
De fem största folkgrupperna är italienare, irländare, afrikaner, tyskar och polacker. Dock utgör en stor del av befolkningen av så kallade latinos eller spansktalande. Den allra största religionen är kristendomen, främst katolicism, men även stor andel judar och övriga religioner.

### Natur
New Jersey har en skiftande natur; delstatens smeknamn är "Garden State". Norra New Jersey är naturligt ett skogbeklätt område med moränjordar. Detta område utgörs av Piedomontplatån som ligger nedanför bergskedjan Appalacherna. I södra New Jersey (där Atlanten utgör västra gränsen) är naturen mer typisk för kustklimatet. Flodmynningar, laguner och strandvallar är vanliga inslag längs med kusten. Stora träskområden (New Jersey Pinelands) återfinns i södra New Jersey inåt landet. Vanliga däggdjur är bland annat hjort, svartbjörn, tvättbjörn och ekorrar.

## Historia
Området har varit bebott i över 3000 år, och vid tiden för den första kontakten mellan lokalborna och européer beboddes området av olika stammar tillhörande Lenapefolket. Dagens Lenni Lenape lever bland annat i Mellanvästern, främst Oklahoma, och Kanada, dit en grupp fördrevs efter att ha allierat sig med lojalisterna under amerikanska frihetskriget.
Hudsonflodens floddal och det nuvarande nordöstra New Jersey koloniserades först av nederländare under början och mitten av 1600-talet, som kolonin Nya Nederländerna. Under en kortare period från 1638 etablerades även den svenska kolonin Nya Sverige omkring Delawarefloden i nuvarande sydvästra New Jersey samt Delaware och Pennsylvania, vilket idag bland annat märks genom svenskrelaterade ortnamn som Swedesboro, New Jersey och enstaka koloniala lämningar. 1655 kom dock hela Nya Sverige att ockuperas av Nederländerna och införlivas i Nya Nederländerna. Området blev engelskt territorium 1664, när en engelsk flotta seglade in i det som nu är New Yorks hamn och tog över området med väldigt litet motstånd.
Under engelska inbördeskriget var kanalön Jersey hela tiden lojal mot kronan och gav kungen en fristad. Karl II gav området mellan New England och Maryland till sin bror, hertigen av York, som en personlig koloni, till skillnad från kronkoloni. Han förlänade området mellan Delawarefloden och Hudsonfloden till två av sina adliga lojala supportrar, George Carteret och John Berkeley, och området fick namnet New Jersey.
1674-1702 styrdes New Jersey som två separata kolonier, East Jersey och West Jersey. De slogs därpå samman till kronkolonin New Jersey.
New Jersey var en av de tretton kolonier som deltog i upproret mot Storbritannien vid bildandet av USA. Delstaten stannade i unionen under Amerikanska inbördeskriget. Under 1800-talet industrialiserades delstaten i hög grad, och många stora städer växte fram i den tätbefolkade nordöstra delen av delstaten.

## Klimat

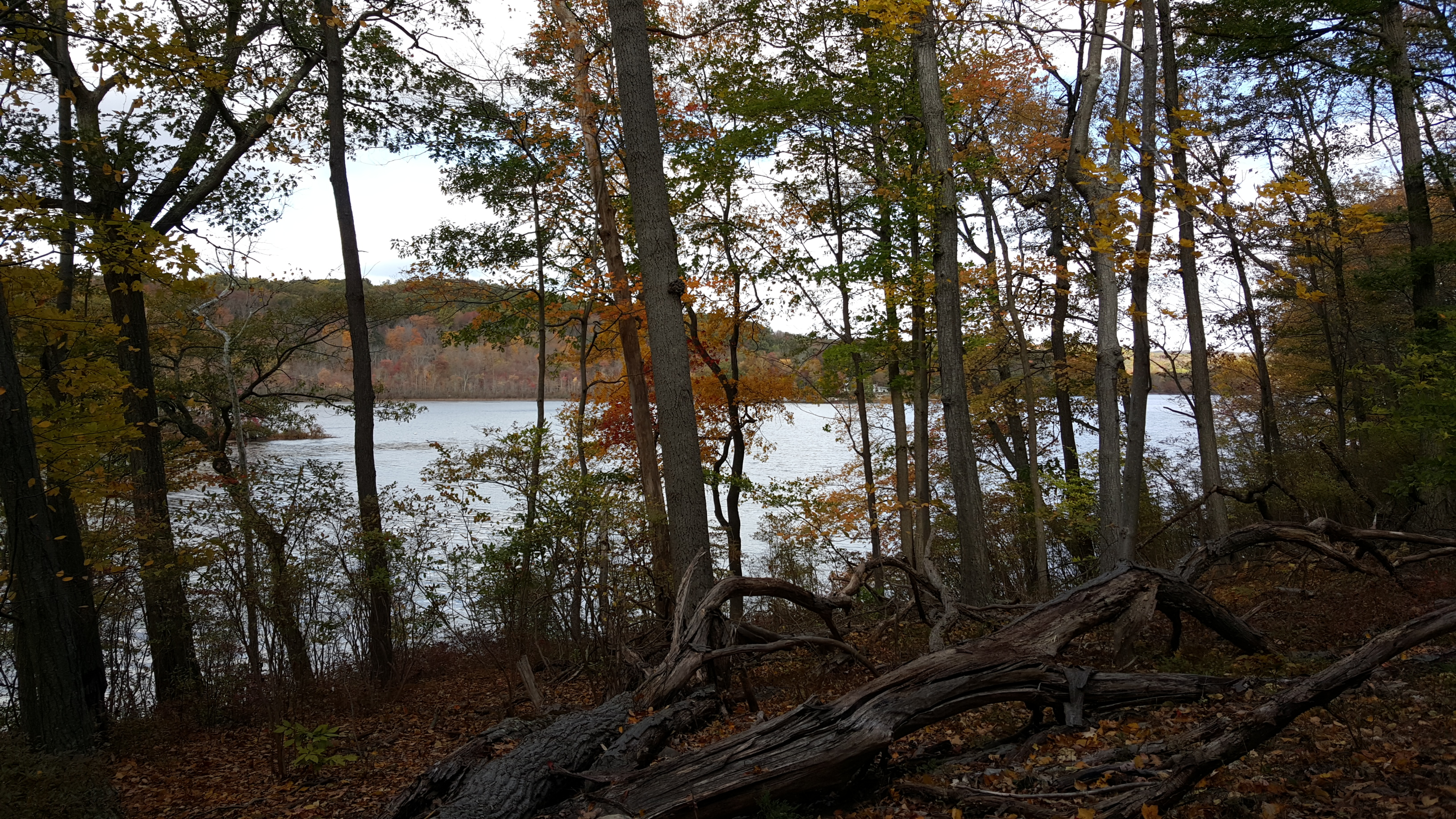
Swartswood Lake i Swartswood State Park i Sussex County.

Klimatmässigt har New Jersey generellt ett tempererat klimat förutom ett subtropiskt klimat längst i söder. Somrarna är relativt varma och fuktiga (i genomsnitt 20-25 dagar per sommar har temperaturer på 32° eller högre);, medan vintrarna är några minusgrader och kalla i nordväst, och kyliga och runt nollgradiga i centrala och södra delarna. Våren och hösten varierar från kyliga till varma men är oftast milda med låg luftfuktighet.
Årsnederbörden som är jämnt fördelad i alla månader, varierar mellan 1 120 och 1 320 mm och ca 38–78 centimeter snö per vintersäsong;
mest snö får de norra delarna.
| Högsta och lägsta normala temperaturer över olika delar av New Jersey (°C) |       |      |      |      |       |       |       |       |       |      |       |      |
| Stad                                                                       | Jan   | Feb  | Mar  | Apr  | Maj   | Jun   | Jul   | Aug   | Sep   | Okt  | Nov   | Dec  |
| Sussex                                                                     | 1/-10 | 3/-9 | 8/-4 | 15/2 | 21/7  | 26/12 | 28/15 | 28/14 | 23/9  | 17/3 | 11/-1 | 4/-6 |
| Newark                                                                     | 3/-4  | 5/-3 | 10/1 | 16/7 | 22/12 | 27/18 | 29/21 | 28/20 | 24/16 | 18/9 | 12/4  | 6/-1 |
| Cape May                                                                   | 6/-3  | 6/-2 | 11/2 | 16/6 | 21/12 | 26/17 | 29/19 | 28/19 | 25/16 | 19/9 | 13/4  | 8/-1 |
| Weather.com                                                                |       |      |      |      |       |       |       |       |       |      |       |      |

## Delstatsstyre

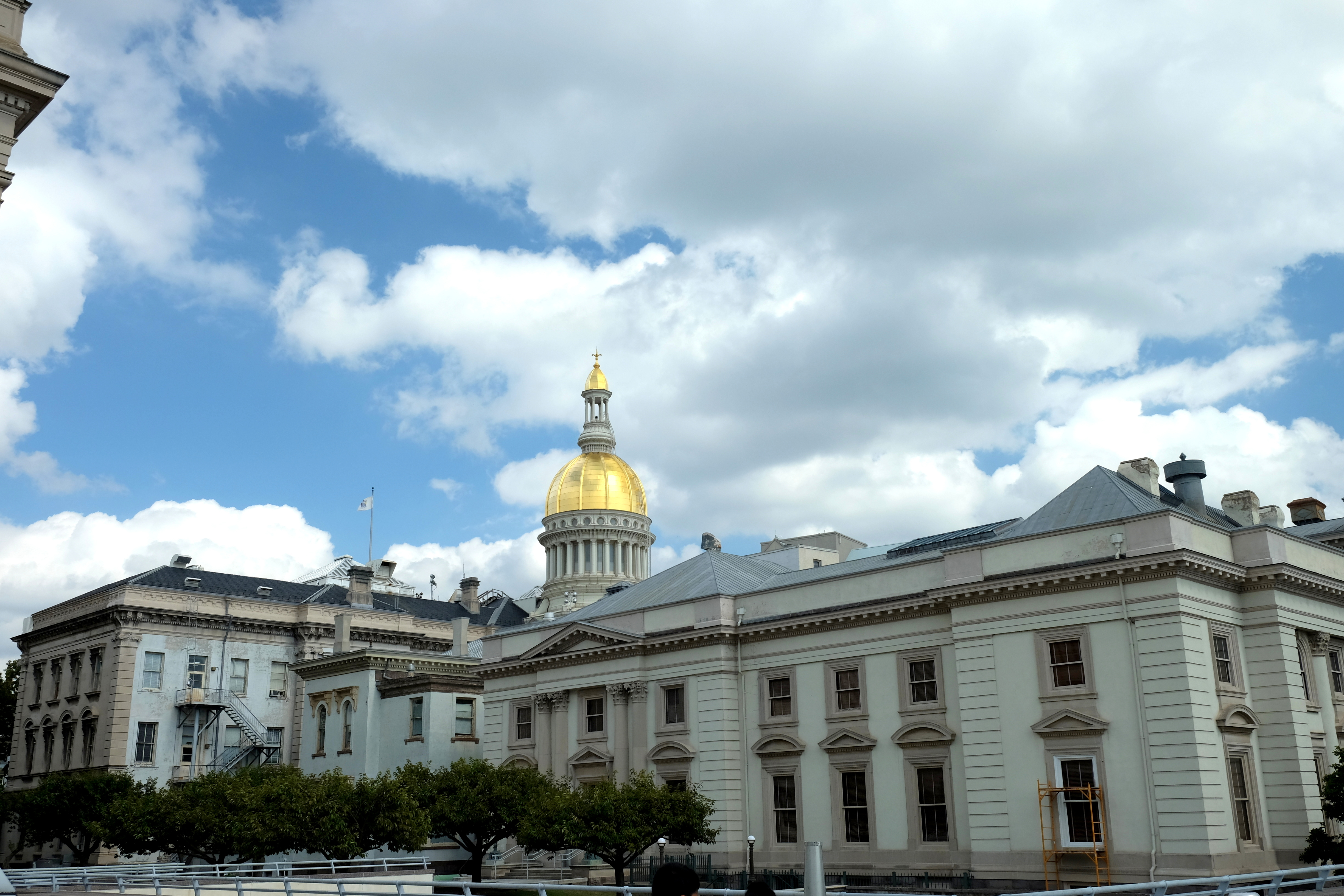
New Jersey State House i Trenton.

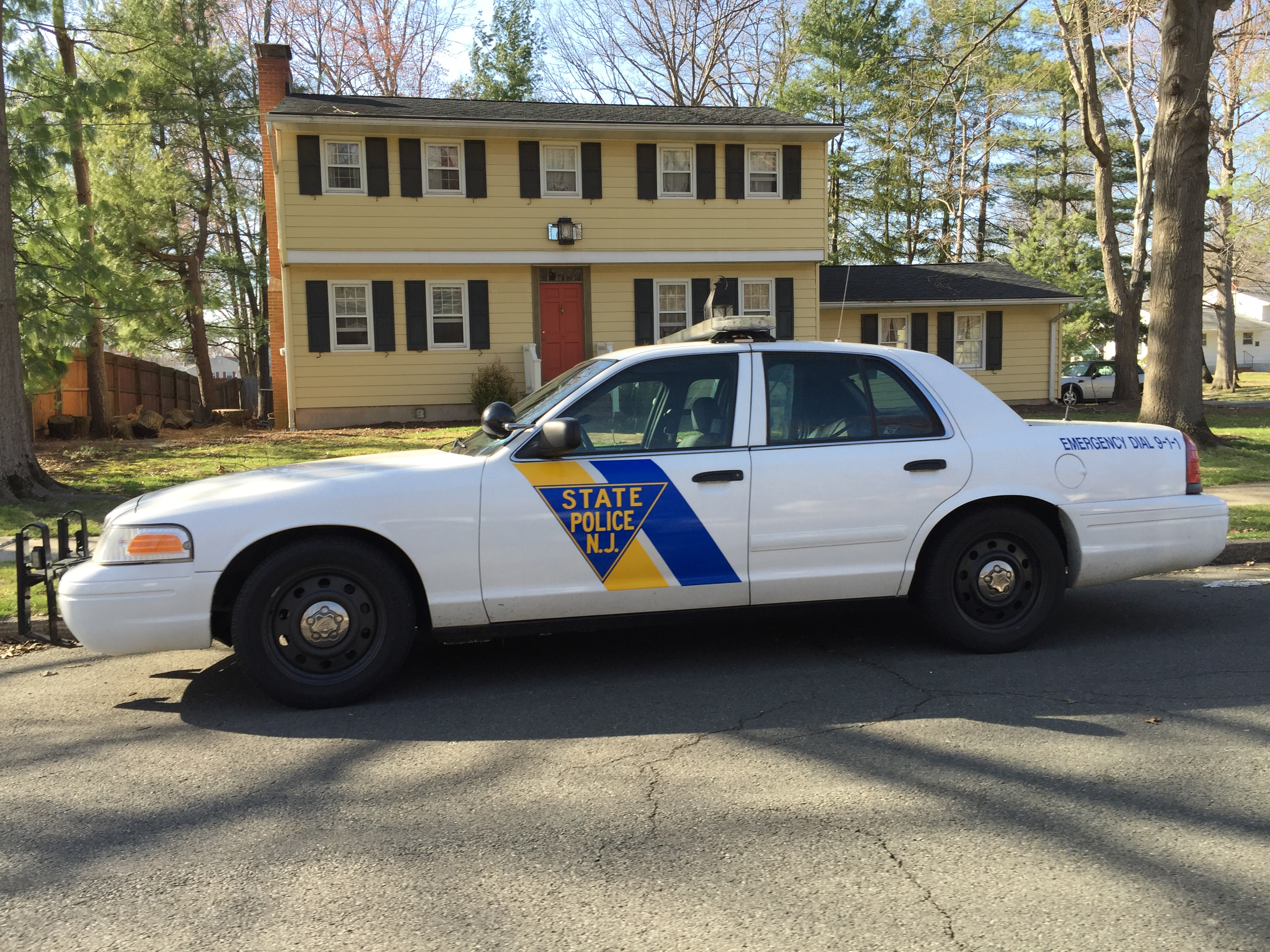
Polisbil av typ Ford Crown Victoria från New Jersey State Police.

Delstatens huvudstad är Trenton som är säte för delstatsstyrets tre olika maktcentra: guvernören, legislaturen och högsta domstolen. New Jersey har sedan USA:s självständighetsförklaring 1776 haft tre olika delstatskonstitutioner. Den andra konstitutionen infördes 1844 och upphävde den tidigare och införde en egen bill of rights samt gjorde guvernören till ett folkvalt ämbete med treåriga mandatperioder. Den nuvarande konstitutionen infördes 1947 och stärkes guvernörens ställning och reformerade domstolsväsendet.
New Jerseys guvernör väljs på en mandatperiod om 4 år tillsammans med viceguvernören, med högst ett omval i följd. Delstatens guvernörspost anses vara en av de med de bredaste befogenheter i hela USA med bland annat möjlighet att lägg in veto mot enskilda rader i lagförslag.
New Jerseys legislatur består av två kammare: senaten (engelska: New Jersey Senate) med 40 ledamöter och generalförsamlingen (engelska: New Jersey General Assembly) med 80 ledamöter. New Jersey består av 40 valdistrikt som ritas om, enligt en fastställd formel, efter varje federal folkräkning som genomförs vart tionde år. Valen hålls i november vartannat år med udda årtal. Mandatperioden för generalförsamlingen är två år och för senaten är den 4 år, bortsett den från första mandatperioden i ett nytt decennium då den enbart är på 2 år. För att ett lagförslag ska kunna skickas till guvernören krävs att båda kamrarna beslutar om exakt likalydande förslag. Senaten måste godkänna guvernörens utnämningar och förslag om skatter måste initieras i generalförsamlingen.
Domstolsväsendet är på tre nivåer, med 15 stycken Superior Court som lägsta instans, en appellationsdomstol (engelska: Superior Court, Appellate Division) samt en högsta instans, New Jersey Supreme Court. Delstatens domare utses av guvernören med senatens godkännande på 7-åriga ämbetsperioder, med automatisk pensionering vid 70 års ålder efter ett återutnämnande.

## Ekonomi
New Jersey har ett mångfasetterat näringsliv med en inriktning på industri och produktutveckling. Traditionella näringsgrenar som jordbruk och tillverkningsindustri har minskat sedan 1960-talet. Istället har avancerad industri inom kemi och petroleum uppstått. Oljeföretaget Exxon tillhör de företag som haft forskning och utveckling i delstaten. 
Militärbasen Joint Base McGuire–Dix–Lakehurst är en av de största arbetsgivarna i delstaten.
Även turism och inte minst spelindustrin i Atlantic City är viktiga inkomster. Många personer boende i New Jersey pendlar till närbelägna städer som New York City och Philadelphia för att arbeta.
Enligt en undersökning utförd av Phoenix Affluent Marketing Service hade New Jersey största andelen miljonärer av alla USA:s delstater under 2007, med 7,12 procent av de dryga 3,2 miljonerna hushåll i delstaten. Forbes har rankat Alpine som USA:s dyraste stad att köpa hus i 2007, delad placering med Fisher Island i Miami Beach, med ett genomsnittspris på 3,4 miljoner dollar. Dessutom är många av New Jerseys counties i topp 10 över de rikaste i landet.

## Större städer

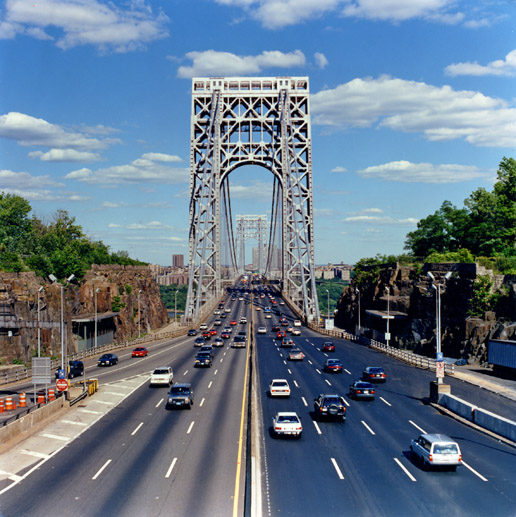
George Washington Bridge mellan New Jersey och Manhattan, New York.

Norra New Jersey är tätbefolkat och utgör den västra delen av New Yorks storstadsregion, medan den sydvästra delen av delstaten ligger i Philadelphias storstadsområde och gränsar mot Pennsylvania. New Yorks utvidgade storstadsregion benämns även "Tri-State Area" efter de tre huvudsakliga delstaterna i området, New York, New Jersey och Connecticut. 
De fyra största stadskommunerna i New Jersey är Newark, Jersey City, Paterson och Elizabeth, som alla ligger i New Yorks storstadsregion och är några av de största kommunerna i storstadsregionen. 
New Jerseys tio största städer med uppskattad befolkning 1 juli 2006:
- Newark - 281 402
- Jersey City - 241 789
- Paterson - 148 708
- Elizabeth - 126 179
- Trenton (delstatens huvudstad) - 83 923
- Clifton - 79 606
- Camden - 79 318
- Passaic - 67 974
- East Orange - 67 247
- Union City - 63 930

## Kommunikationer

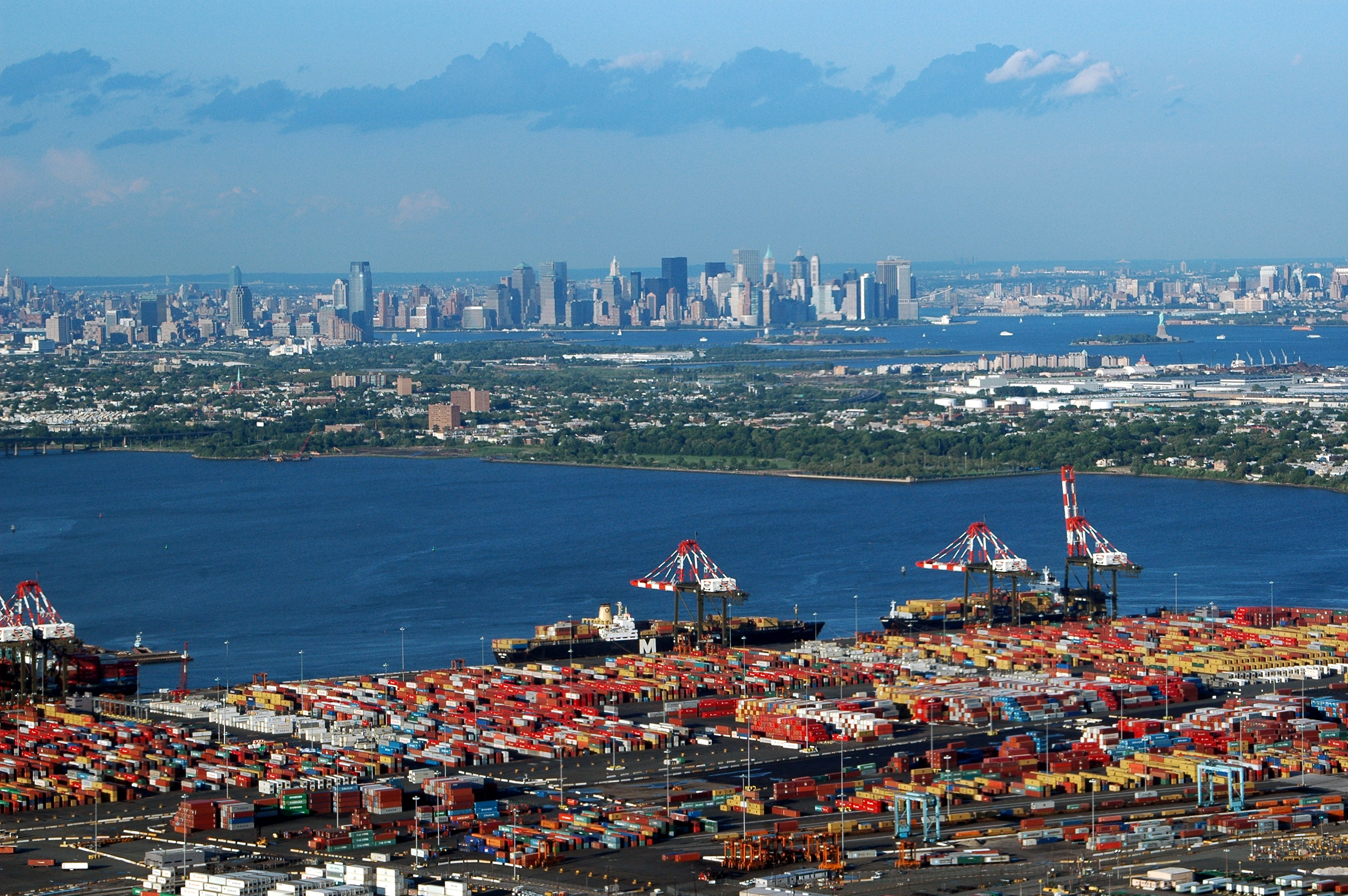
Containerhamnen Port Newark-Elizabeth Marine Terminal.

New Jersey har ett väl utbyggt transportväsen. Genom sitt geografiska läge drar New Jersey nytta av städer som New York City, Philadelphia och Baltimore. 

### Sjötrafik
I de norra urbana delarna i Newark finns en stor containerhamn. Den drivs av Port Authority of New York and New Jersey. Längs med kusten finns ett flertal mindre småbåtshamnar.

### Flygtrafik

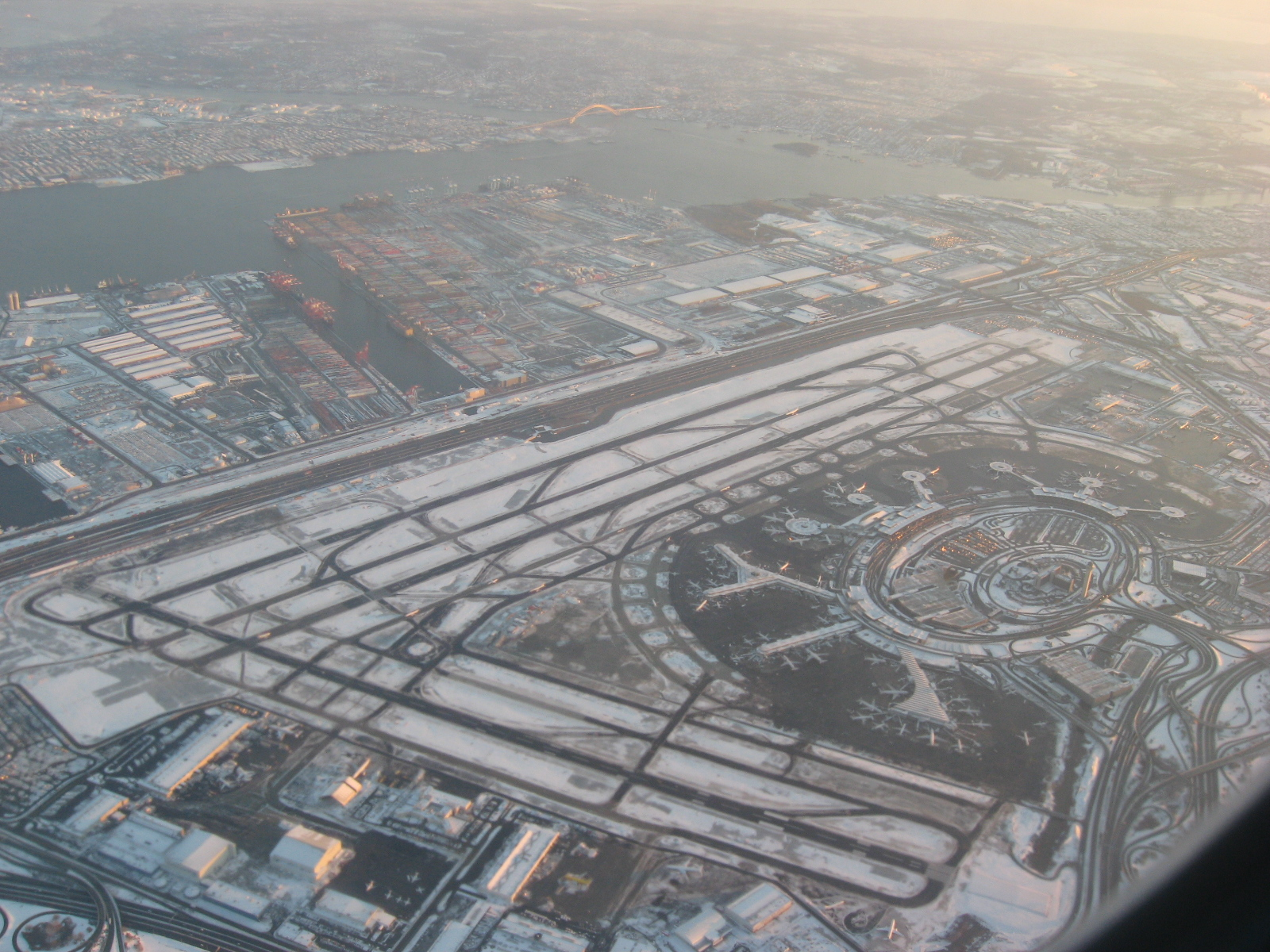
Newark Liberty International Airport från luften.

New Jerseys största passagerarflygplats är Newark Liberty International Airport som är en av två stora flygplatser i New Yorks storstadsområde. Flygbolaget Continental Airlines har ett av sina tre nav på flygplatsen. Den drivs gemensamt med delstaten New York inom ramen för Port Authority of New York and New Jersey. Samma myndighet har ansvar för affärsflygplatsen Teterboro Airport. I Atlantic City finns en mindre flygplats, Atlantic City International Airport, med viss passagerartrafik (främst charter). Newark Liberty har omkring 30 miljoner (36,7 milj. 2007) passagerare varje år och är en av är USA:s största trafikflygplatser.

### Vägnät och kollektivtrafik
Vägnätet är väl utbyggt och har sin stomme i New Jersey Turnpike mellan New York och Trenton. Den fortsätter som Pennsylvania Turnpike. New Jersey Turnpike tillsammans med Garden State Parkway (som löper söderut mot Atlantic City, och slutar på New Jerseys sydspets i Cape May) är avgiftsbelagda vägar.
New Jersey Transit är det största kollektivtrafikföretaget i New Jersey. De driver pendeltåg, bussar samt en lokal tunnelbana i Newark. Dessutom driver Port Authority of New York and New Jersey ett underjordiskt tåg under Hudsonfloden, "Port Authority Trans Hudson" kallat PATH, som löper mellan nedre Manhattan och Hoboken, Newark och andra punkter i norra New Jersey.
New Jersey trafikeras också med tåg av Amtrak, största stationen är Newark Penn Station. Långdistansbussbolaget Greyhound har också större busstationer i Newark och Atlantic City.

## Utbildning

### Universitet och högre utbildning

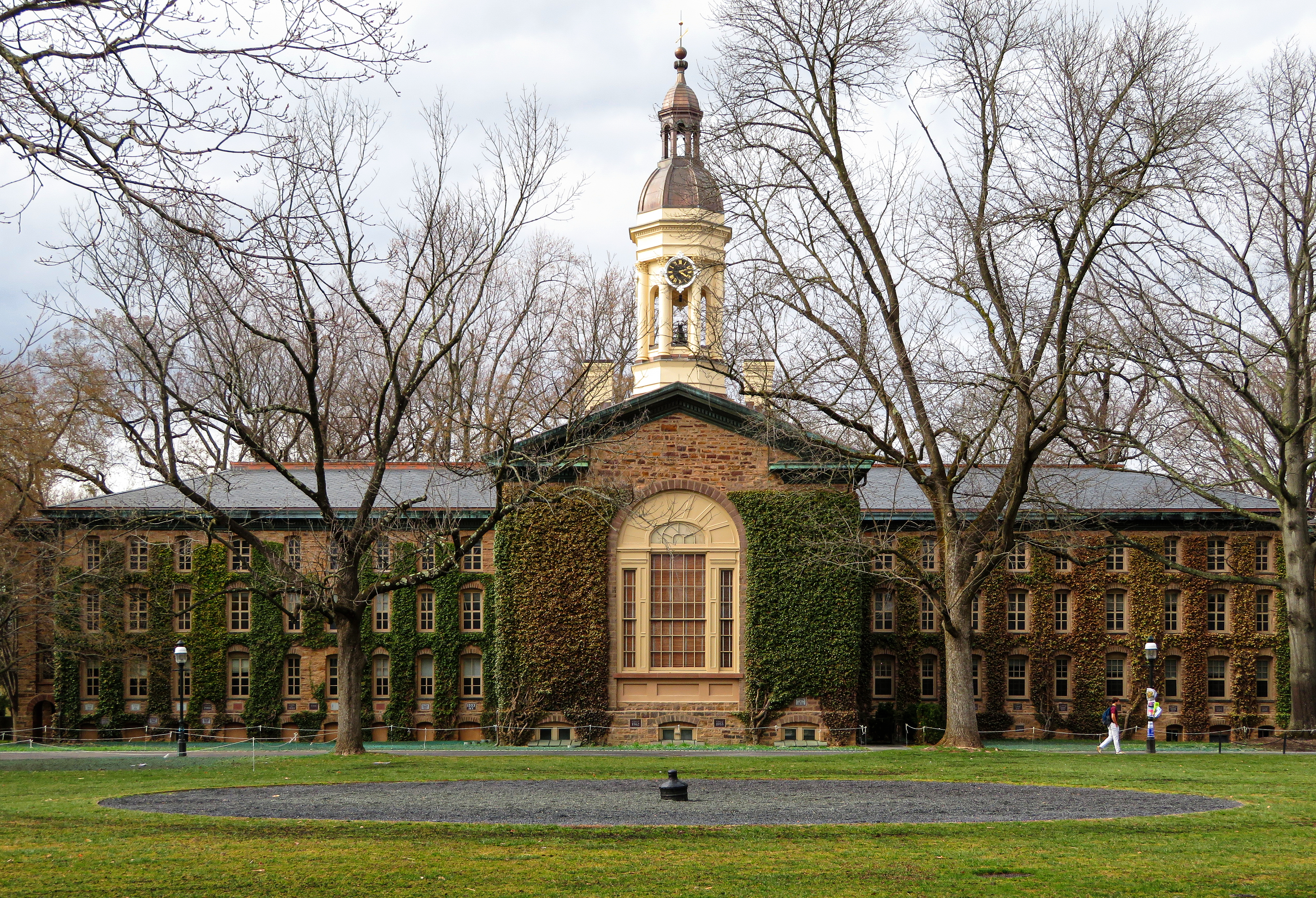
Nassau Hall på Princeton University, beläget i Princeton i Mercer County.

New Jersey har ett stort antal universitet, bland andra Princeton University, ett av USA:s mest berömda och prestigefyllda privata universitet som ingår i Ivy League. Vid Princeton finns även forskningscentret Institute for Advanced Study.
Rutgers University är det största delstatligt ägda universitetssystemet med tre campus i New Brunswick, Camden och i Newark. Ett annat offentligägt universitet är Montclair State University.

## Sport

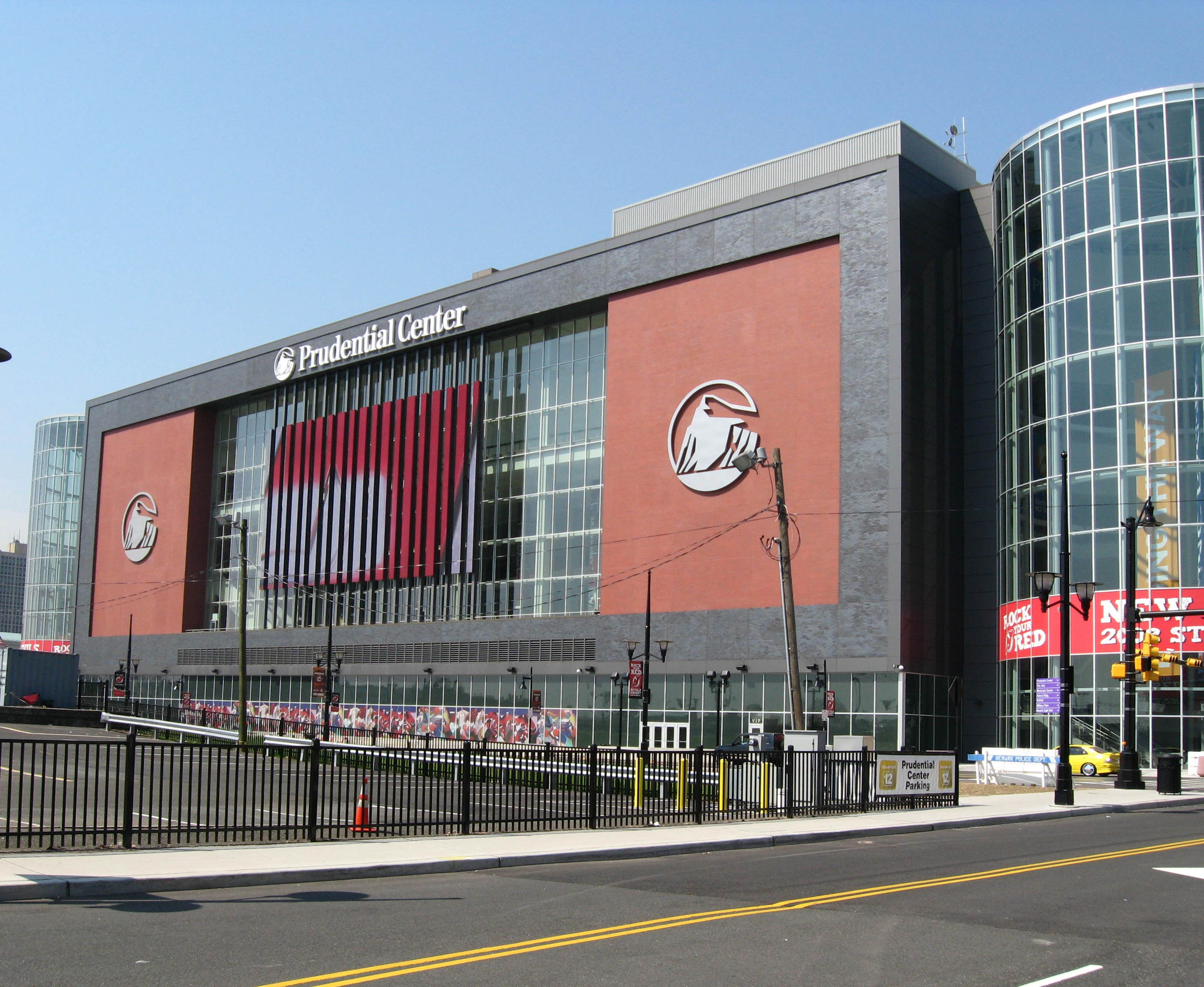
Prudential Center i Newark är hemmaarena för New Jersey Devils.

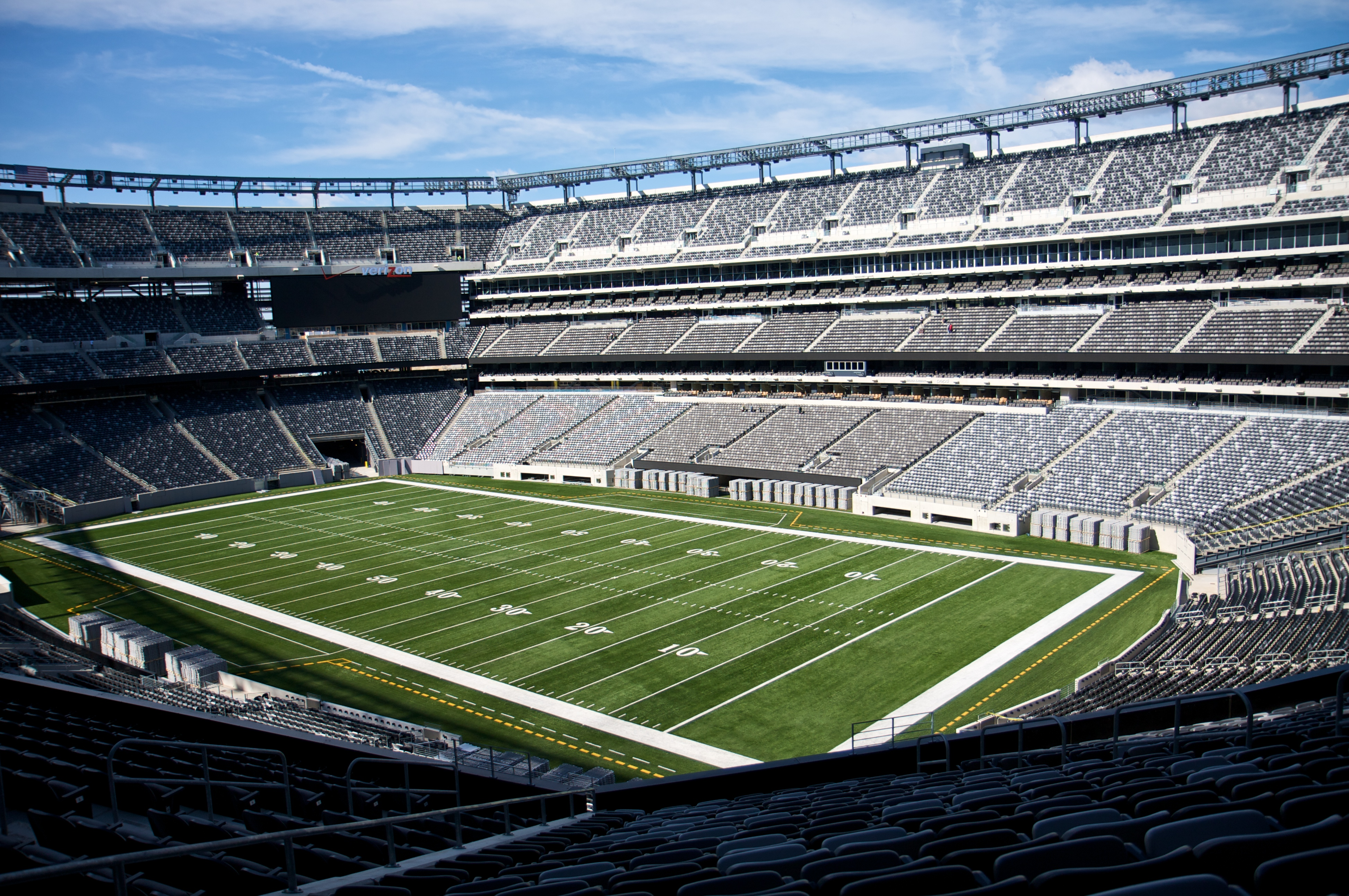
MetLife Stadium i Meadowlands Sports Complex i norra New Jersey är hemmaplan för New York Giants.

New Jersey har ett stora lag i de högsta ligorna (ishockey), New Jersey Devils i NHL. I övrigt så spelar flera lag från New York  i Meadowlands Sports Complex på grund av de lägre planhyrorna i New Jersey.
Professionella lag i de högsta ligorna
- NFL - amerikansk fotboll
  - New York Giants
  - New York Jets
- NHL - ishockey
  - New Jersey Devils
- MLS - europeisk fotboll
  - Red Bull New York
- WPS - europeisk Fotboll (Dam)
  - Sky Blue

Kända arenor
- Giants Stadium
- Izod Center
- Meadowlands Stadium
- Prudential Center
- Red Bull Arena
- Yurcak Field

## Bilder

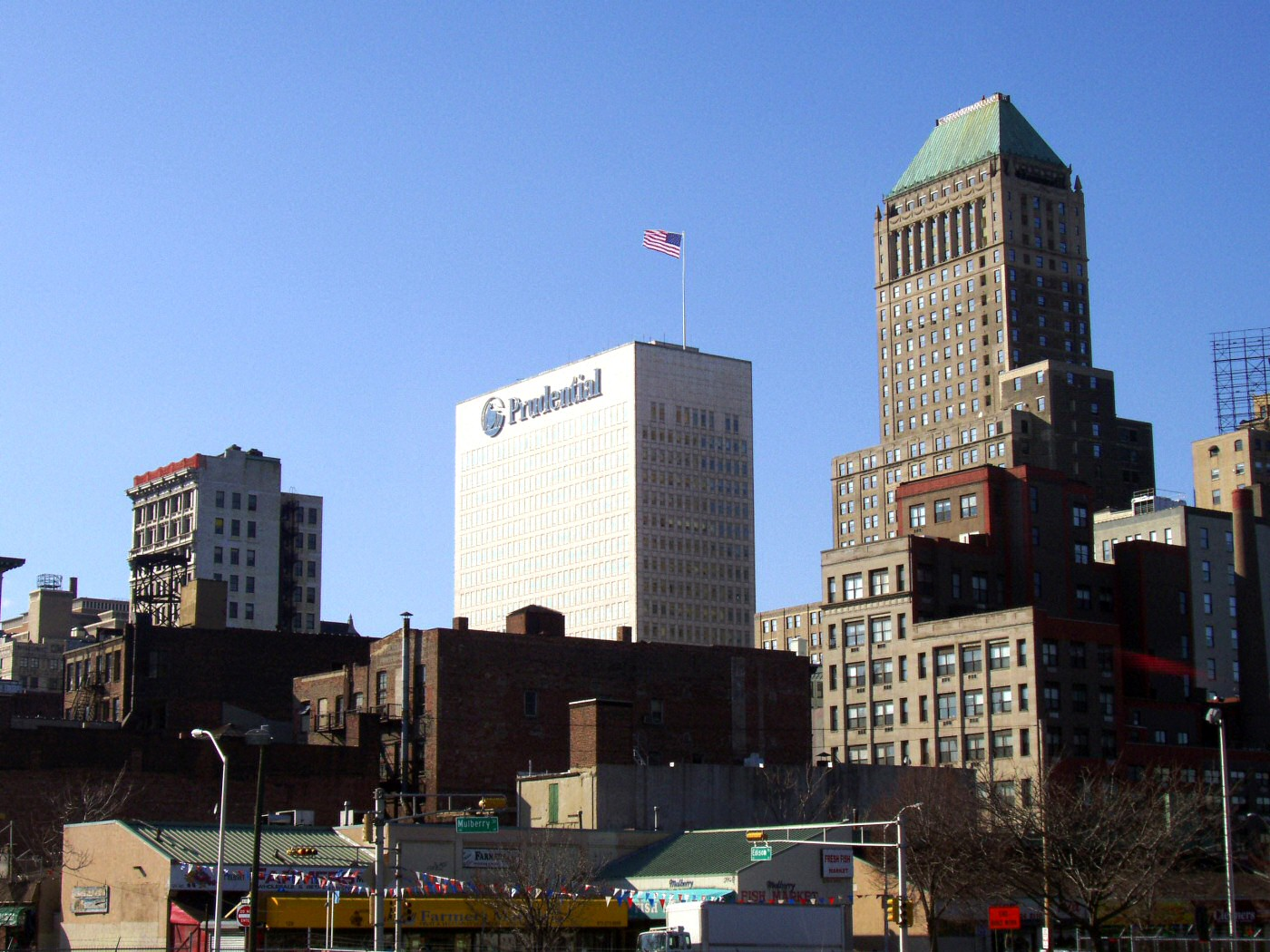
Newark, största staden i NJ med ca. 281 000 invånare.
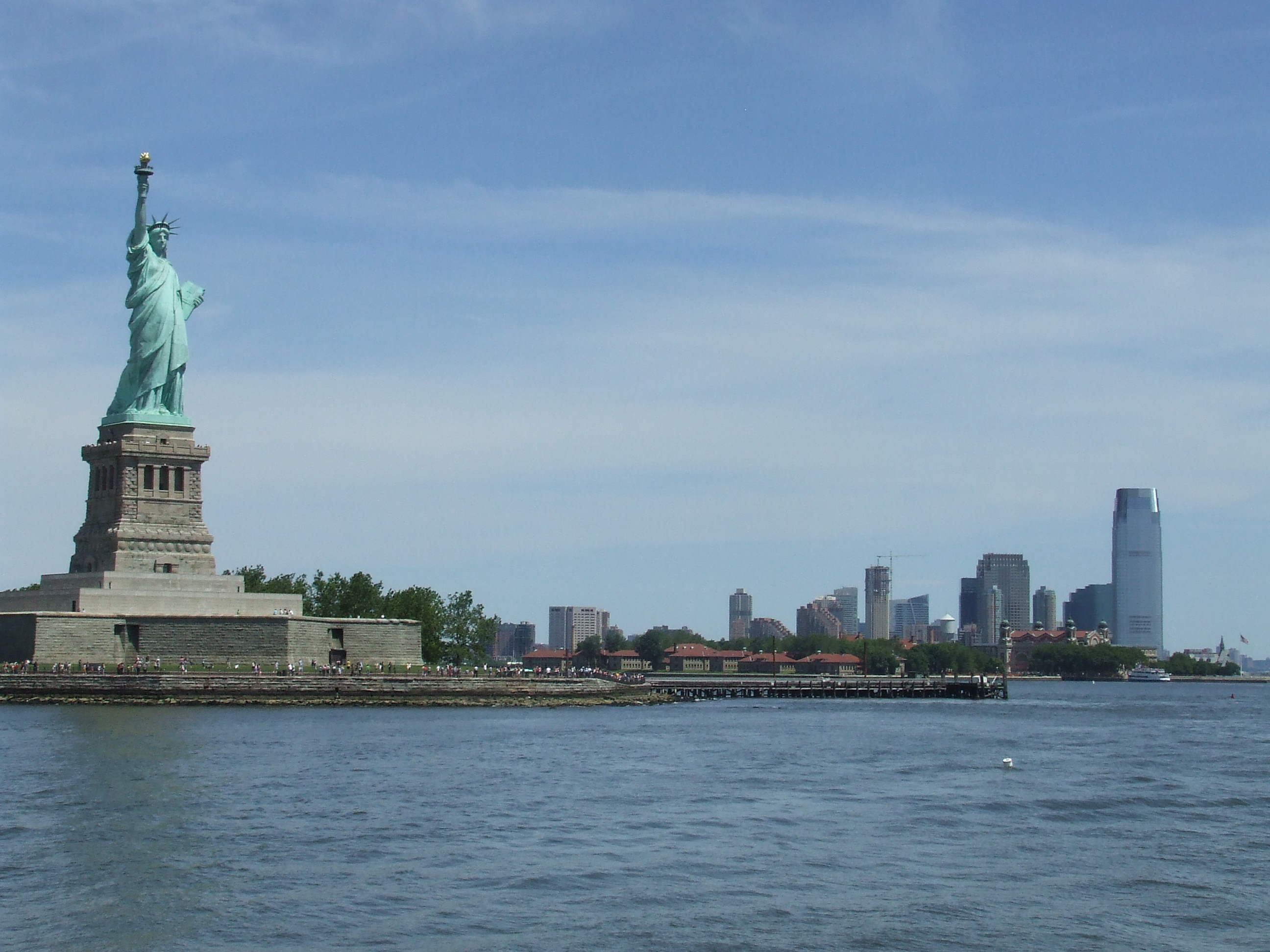
Frihetsgudinnan och Jersey City.
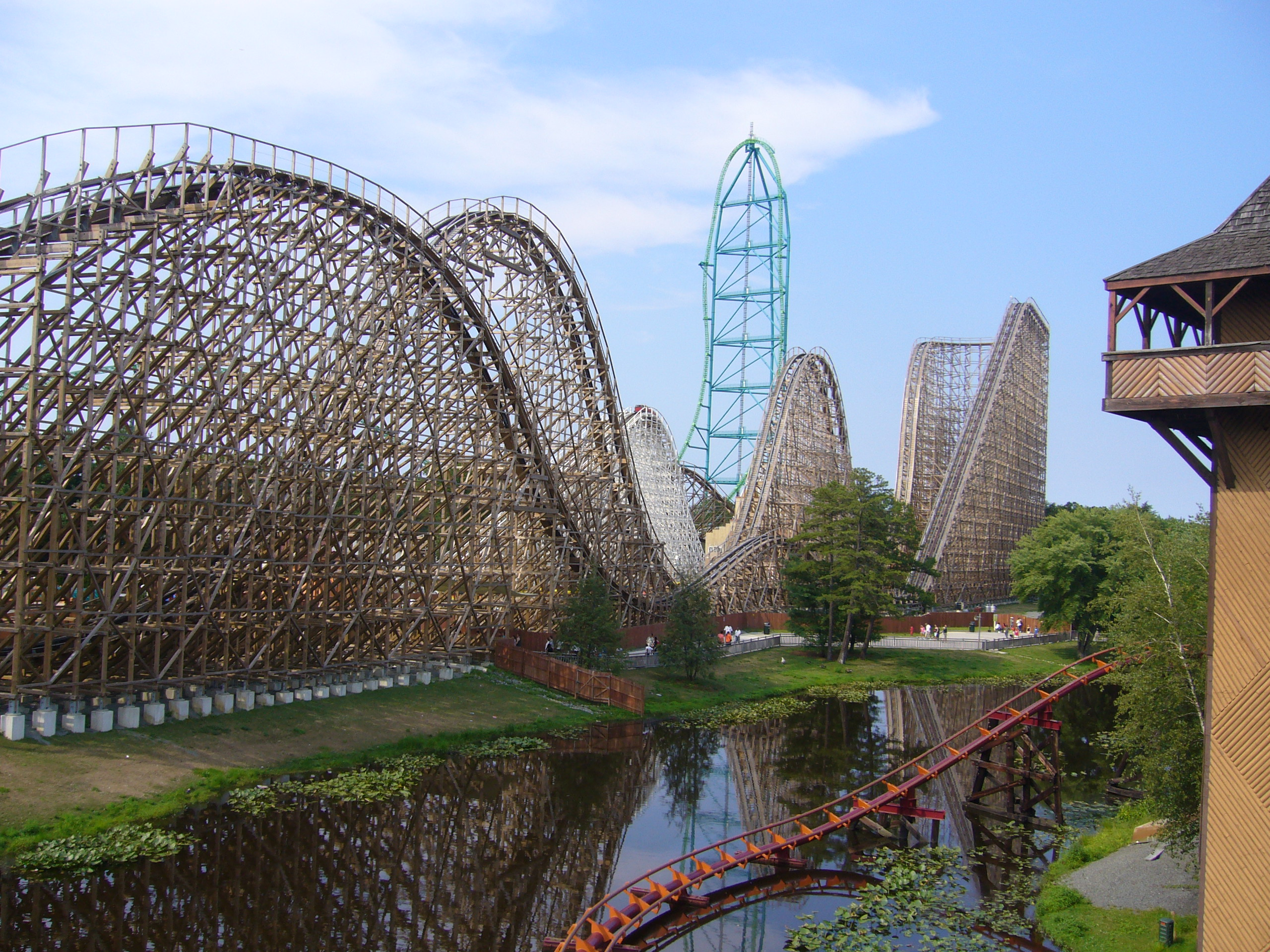
Kingda Ka på Six Flags Great Adventure, en av världens snabbaste och största berg- och dalbanor.
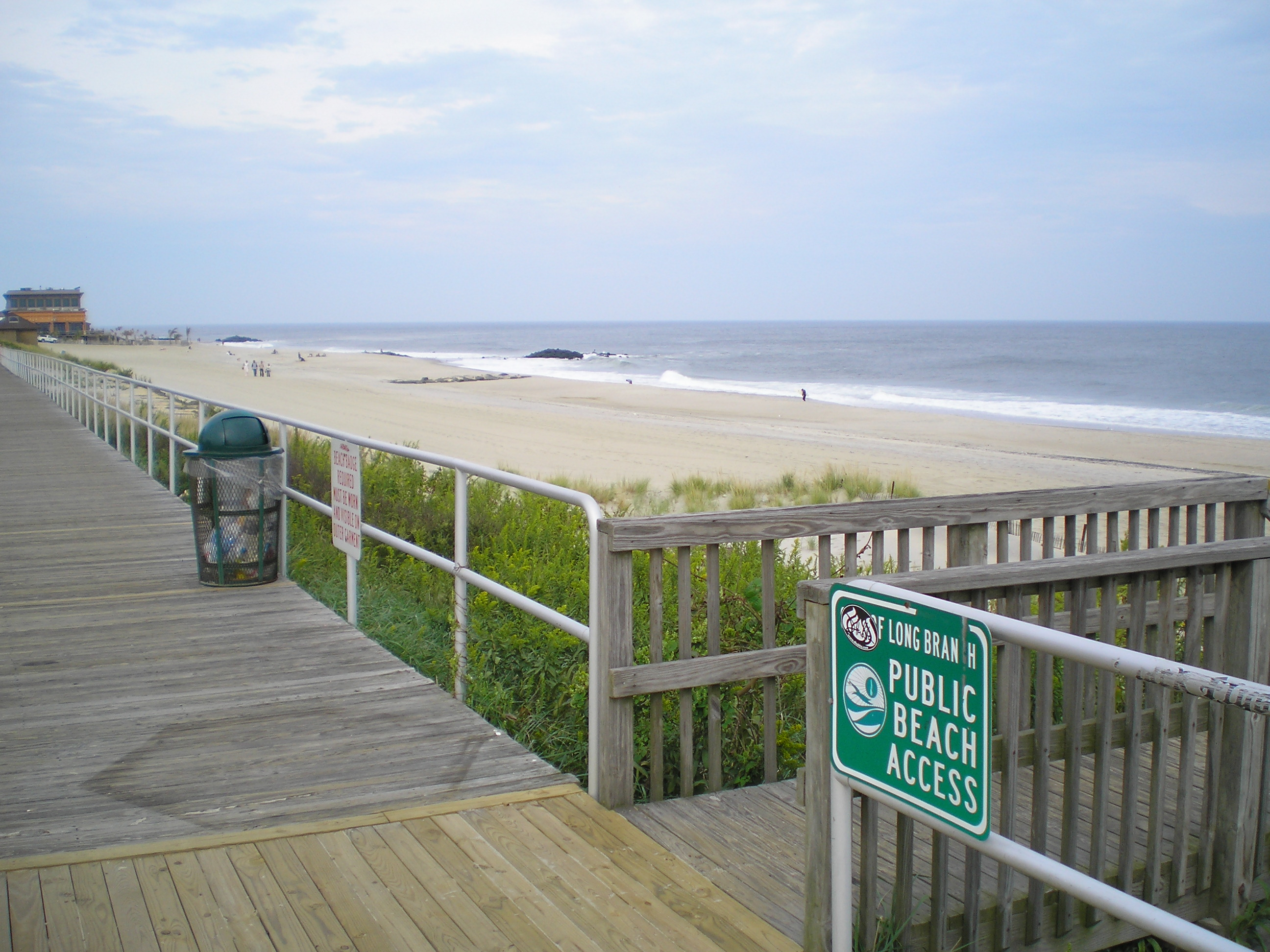
Long Branch Beach - En av New Jerseys många stränder längs kusten.

## Kända personer som är födda i New Jersey
- James Fenimore Cooper,  författare
- Margaret French, konstnär
- Janeane Garofalo, skådespelare, ståuppkomiker och politisk aktivist
- Scott Garrett, politiker, representanthusledamot
- Alan Guth, teoretisk fysiker och kosmolog
- Ed Harris, skådespelare och filmregissör
- Jess Harnell, röstskådespelare
- Heidi Hartmann, ekonom och genusvetare
- Whitney Houston, sångare och skådespelare
- Morgan Foster Larson, politiker, guvernör
- Robert Sean Leonard, skådespelare
- Bruce Springsteen, sångare, gitarrist och låtskrivare
- Lisa Taddeo, författare och journalist
- Beekman Winthrop, politiker
- Gary Wright, sångare, keyboardist och låtskrivare